# Janez Lapajne
Janez Lapajne (* 24. Juni 1967 in Celje, Slowenien) ist ein slowenischer Filmregisseur und Drehbuchautor.

## Filmografie
- 2002: Das Rascheln (Šelestenje)
- 2006: Kurzschlüsse (Kratki stiki)
- 2009: Persönliches Gepäck (Osebna prtljaga)
- 2012: Wer hat Angst vorm Schwarzen Mann? (Kdo se boji črnega moža?/Who's Afraid of the Big Black Wolf?)